# 인카네이트
《인카네이트》(영어: Incarnate)는 2016년 개봉한 미국의 심령 공포 영화이다. 브래드 페이턴 감독이 연출했고 에런 엑하트, 카리서 판 하우턴, 카탈리나 산디노 모레노, 다비드 마주즈, 맷 네이블이 출연한다. 한국에는 2017년 개봉하였다.

## 줄거리
11세 소년 캐머런 스패로우는 후드를 쓴 낯선 사람에게 공격을 받아 살해당할 뻔한다. 그러나 캐머런은 대신 그 여자를 죽이고 빨간 눈으로 카메라를 응시하며, 자신이 실제로는 "매기"라는 이름의 악마에게 빙의되었음을 드러낸다.
한편, 세스 엠버 박사는 클럽에서 헨리라는 남자에게 접근하여 그가 꿈을 꾸고 있음을 깨닫게 한다. 엠버는 헨리가 함께 있었던 여자가 그의 몸에 빙의된 악마라고 밝힌다. 두 사람은 탈출하여 현실로 돌아오고, 헨리는 악마로부터 해방된다. 깨어있는 현실에서 엠버는 휠체어를 사용한다. 엠버의 조수 올리버는 악마들이 엠버의 노력에 적응하기 시작했으며, 곧 그가 현실로 다시 탈출할 수 없을지도 모른다고 경고한다.
엠버는 바티칸의 대표인 카밀라에게서 캐머런을 엑소시즘 해달라는 요청을 받는다. 엠버는 자신의 방식이 "엑소시즘"이 아니라고 말하며 거절하지만, 카밀라는 자신이 엠버가 아는 악마라고 믿는다고 밝힌다. 엠버는 펠릭스라는 신부를 방문하여 악마가 정말 매기일 수 있는지 묻고, 펠릭스는 그렇다고 확인한다. 펠릭스는 그에게 빙의된 남자의 피가 담긴 작은 병을 주는데, 이것을 주사하면 엠버에게 약 10초간의 맑은 정신을 얻을 수 있고 이는 자살하기에 충분한 시간이지만 엠버는 거절한다.
엠버는 소년의 어머니 린지를 만나 자신이 악마를 엑소시즘하는 것이 아니라, 숙주의 잠재의식 속으로 들어가 그들이 꿈을 꾸고 있음을 깨닫게 하여 악마를 쫓아내는 것이라고 설명한다. 악마는 자신들이 빙의한 대상을 진정으로 조종할 힘이 없다. 대신, 그들은 숙주를 편안한 꿈속으로 유도하여 숙주가 몸을 사용하는 동안 알지 못하게 한다. 그는 빙의된 캐머런을 방문하고 악마는 그를 알아본다.
엠버와 올리버, 그리고 그들의 팀의 세 번째 멤버인 라일리는 쫓아내기 작업을 준비한다. 라일리는 거의 죽음에 이르는 상태에 진입함으로써 엠버가 캐머런의 뇌파에 동기화되어 그의 잠재의식에 들어갈 수 있다고 설명한다. 그러나 이 상태에서 엠버는 심장이 멈추기까지 약 8분밖에 남지 않는다. 엠버는 캐머런의 꿈속으로 들어가 그가 아버지 댄과 함께 있는 것을 보지만 발작을 일으켜 꿈에서 벗어나 소생해야 한다.
엠버는 댄이 악마를 쫓아내는 것을 돕기 위해 참석해야 한다고 요구한다. 린지는 댄이 술에 취해 캐머런의 팔을 부러뜨린 후 부부가 헤어졌다고 설명하며 거절하지만, 엠버가 캐머런의 아버지가 캐머런을 구할 유일한 방법일 수 있다고 주장하자 동의한다. 댄의 존재는 처음에는 도움이 되는 것처럼 보이지만, 매기가 그에게 격렬하게 달려든다. 엠버는 매기에게 댄을 풀어달라고 애원한다. 매기가 원하는 것은 엠버이기 때문이다. 악마는 그렇게 하지만 댄은 부상으로 사망한다. 놀란 린지는 엠버가 악마와 어떤 관계였는지 알고 싶어 한다. 엠버는 자신이 유체이탈을 하여 빙의된 사람들의 꿈에 들어갈 수 있는 힘을 가지고 있다는 것을 발견했지만, 평범한 삶을 살기 위해 그 힘을 숨겼다고 밝힌다. 그러나 이것은 그를 악마의 표적으로 만들었다. 어느 날, 아내와 아이와 함께 운전하던 중, 세 사람은 빙의된 운전자가 운전하는 차에 치였다. 그 공격으로 엠버의 가족은 죽었고, 이것이 그가 휠체어를 사용해야 하는 이유이며, 그 이후로 그는 빙의되었던 여자의 이름을 따서 "매기"라고 명명한 악마를 추적해왔다.
엠버는 펠릭스를 방문하여 피가 담긴 병을 얻으려 하지만, 펠릭스가 빙의되었다는 것을 발견한다. 펠릭스는 엠버를 공격하고 자살한다. 캐머런의 꿈으로 돌아온 엠버는 캐머런이 친아버지에게 선물로 받았던 반지를 사용하여 소년이 환상 속에 있음을 깨닫게 한다. 두 사람은 매기로부터 도망치고, 엠버는 캐머런이 탈출하도록 돕는다. 엠버와 캐머런은 잠에서 깨어나지만, 엠버는 병원에서 아내와 아들과 함께 다시 잠에서 깬다. 그는 자신이 이제 자신의 꿈속에 있음을 깨닫고 매기에게 캐머런을 풀어주고 자신을 대신 데려가 달라고 애원하고, 악마는 이에 동의한다. 그러나 엠버가 실제로 잠에서 깨어났을 때, 라일리는 피를 주사하고 엠버는 10초를 사용하여 아파트 창문 밖으로 몸을 던진다. 그가 죽을 때, 라일리는 모든 사람에게 엠버의 몸에 손대지 말라고 경고한다.
구급대원들이 카밀라와 함께 엠버를 소생시키려고 한다. 그들은 심장박동을 되찾는 데 성공하여, 엠버가 죽기 전에 매기가 카밀라에게 빙의할 수 있게 한다.

## 출연진
- 에런 엑하트 - 세스 엠버 박사
- 카리서 판 하우턴 - 린지 스패로
- 다비드 마주즈 - 캐머런 스패로
- 카탈리나 산디노 모레노 - 카밀라
- 키어 오도널 - 올리버
- 매슈 네이블 - 댄 스패로
- 카롤리나 비드라 - 애나 엠버
- 엠제이 앤서니 - 제이크 엠버
- 마크 헨리